# 东湖街道 (绍兴市)
东湖街道是中华人民共和国浙江省紹興市越城区下辖的一个街道办事处。
2017年7月23日，浙江省人民政府批复同意撤销东湖镇建制，其行政区域改由绍兴市越城区政府直辖。
2017年8月7日，绍兴市人民政府批复同意在原东湖镇行政区域内设立东湖街道办事处。

## 行政区划
东湖街道下辖以下村级行政区划单位：
新华社区、则水牌社区、五联村、朱尉村、则水牌村、水产村、松陵村、永宁村、浪头湖村、柏舍村、后堡村、大皋埠村、小皋埠村、仁渎村、杨浜村、五和村、高平村、岑前村、白莲岙村和香山村。